# John Leland Atwood

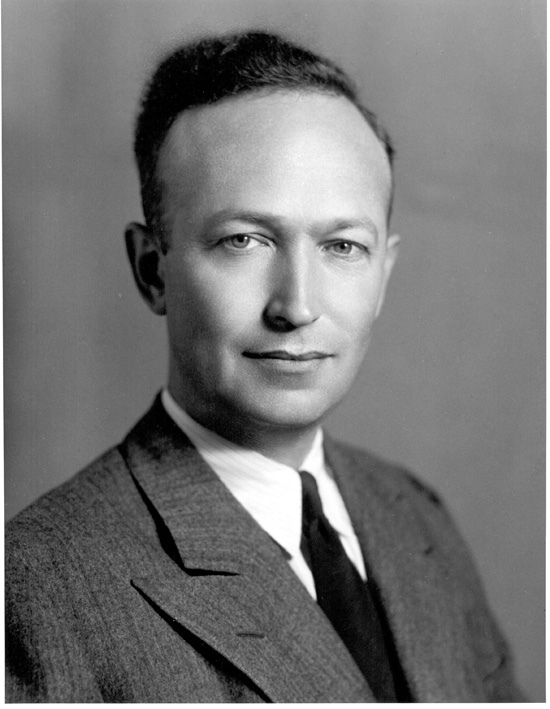
John Leland Atwood

John Leland Atwood (ur. 26 października 1904 w Walton (Kentucky), zm. 5 marca 1999) – amerykański inżynier, projektant lotniczy. Był projektantem i współprojektantem między innymi takich samolotów jak North American P-51 Mustang, B-25 Mitchell, T-6 Texan i F-86 Sabre. Nadzorował programy rozwojowe F-100 Super Sabre, X-15, Rockwell B-1B Lancer oraz program Apollo.